# Pablo Vázquez Fontaiña
Pablo Vázquez Fontaiña (Pontevedra, España, 11 de abril de 1971) es un exfutbolista español que se desempeñaba como defensa.

## Clubes
| Club            | País   | Año       |
| --------------- | ------ | --------- |
| Pontevedra C.F. | España | 1990-2002 |